# نورلینا (کارولینای شمالی)
نورلینا (به انگلیسی: Norlina) شهری در ایالت کارولینای شمالی کشور ایالات متحده آمریکا است که جمعیت آن در سرشماری سال ۲۰۱۰ میلادی، ۱٬۱۱۸ نفر بوده‌است.